# Мери Хаскел
Мери Минерва Хаскел (на английски: Mary Minerva Haskell) е американска конгрешанска мисионерка в България.

## Биография
Родена е на 18 май 1869 г. в Пловдив, Османската империя, в семейството на протестантския мисионер Хенри Чарлз Хаскел (работил в българските земи след Кримската война) и Маргарет Бел Хаскел (1841 – 1924). Сестра е на Едуард Бел Хаскел. Завършва Оберлинската семинария в Охайо през 1889 г.
През 1890 г. се връща в България като учителка. През 1901 г. работи с българи бежанци от Македония, играе второстепенна роля в аферата „Мис Стоун“. През 1908 г. е назначена в сиропиталище „Битоля“ в Самоков, под егидата на Женския съвет на мисиите във вътрешността.
Арестувана е от османските власти и е затворена по време на Балканските войни (1912 – 1913). Наградена е с българския Кръст на кралица Елеонора за службата ѝ като медицинска сестра на фронта. Остава в България през Втората световна война.
По време на пътуванията си до Съединените щати изнася лекции за България. През 1918 г. публикува памфлета „Погледи към България през настоящата криза“ (Glimpses of Bulgaria During the Present Crisis), за да събере пари за сиропиталището, което обслужва. Говори на събрание на Конгрешанското женско мисионерско дружество на Южна Калифорния (Congregational Women's Missionary Society of Southern California), проведено в Сан Диего през 1932 г.
След като САЩ прекратяват дипломатическите отношения с България, Хаскел напуска София през 1950 г. Умира на 84 години в Калифорния на 6 декември 1953 г.